# Nowy Folwark (Namysłów)

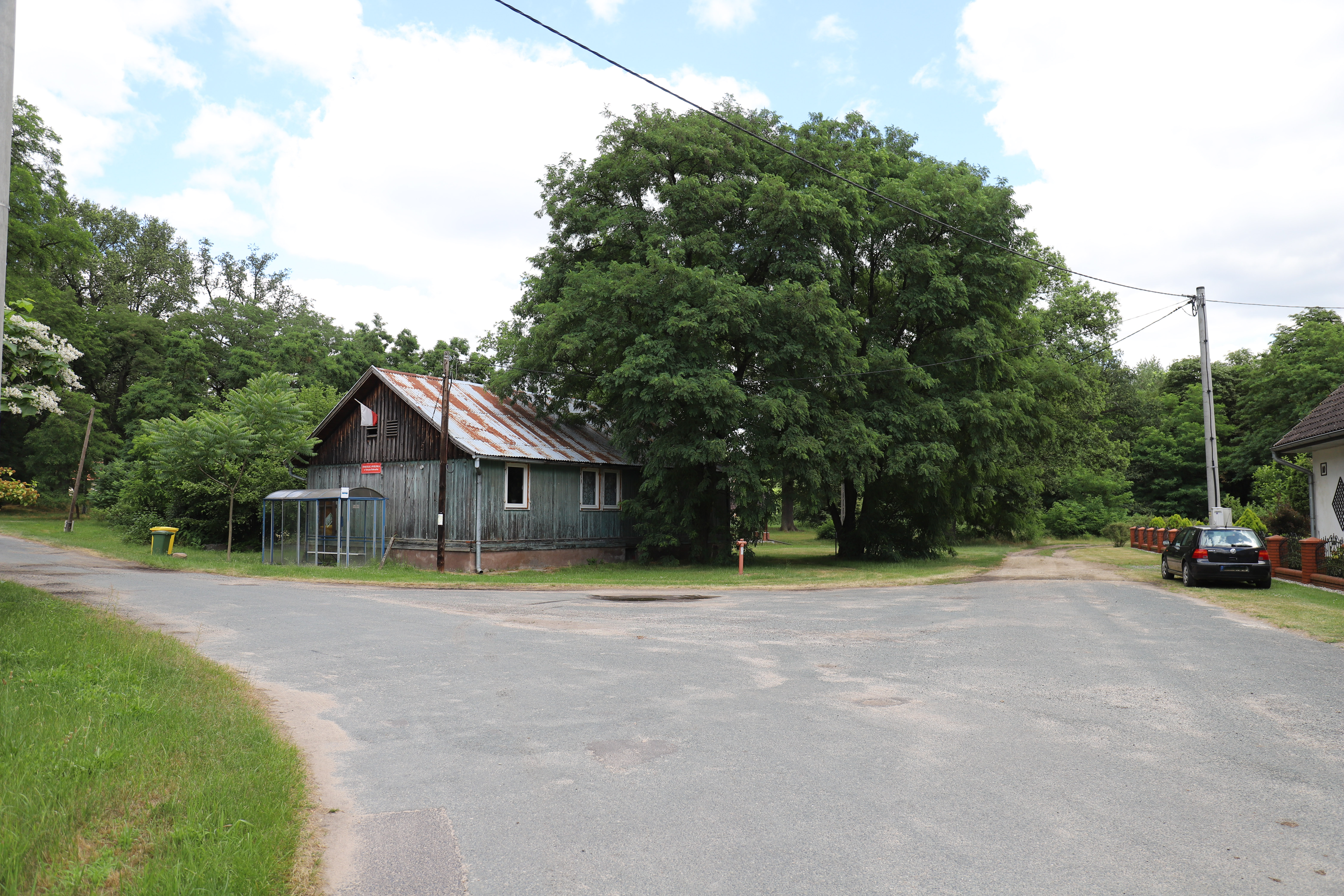
Der Dorfgemeinschaftsraum (Świetlica)

Nowy Folwark (deutsch Sandvorwerk) ist eine Ortschaft in Niederschlesien. Der Ort liegt in der Gmina Namysłów im Powiat Namysłowski in der Woiwodschaft Opole in Polen.

## Geographie

### Geographische Lage
Das Straßendorf Nowy Folwark liegt zehn Kilometer südlich der Gemeinde- und Kreisstadt Namysłów (Namslau) sowie 47 Kilometer nördlich der Woiwodschaftshauptstadt Opole (Oppeln). Der Ort liegt in der Nizina Śląska (Schlesische Tiefebene) innerhalb der Równina Oleśnicka (Oelser Ebene). Das Dorf ist umgeben von weitläufigen Waldgebieten.

### Nachbarorte
Nachbarorte von Nowy Folwark sind im Nordosten Jastrzębie (Nassadel), im Südosten Biestrzykowice (Eckersdorf) und im Süden Miodary (Hönigern).

## Geschichte
Das Sandvorwerk war ein Vorwerk und gehörte bis 1945 als Ortsteil zu Eckersdorf.
Als Folge des Zweiten Weltkrieges kam Ort 1945 an Polen, wurde in Nowy Folwark umbenannt und der Woiwodschaft Schlesien angeschlossen. 1950 wurde Nowy Folwark der Woiwodschaft Opole zugeteilt. 1999 wurde es Teil des wiedergegründeten Powiat Namysłowski.